# Histoire des Juifs à Końskie
La présence de Juifs à Końskie remonte au XVIe siècle, mais leur importance pour la ville date du XIXe et début du XXe siècle, où ils possèdent de nombreuses usines et la majorité des commerces. Dans l'entre-deux-guerres, leur nombre dépasse 5 000 membres soit plus de 60% de la population de la ville. La communauté juive est anéantie pendant la Seconde Guerre mondiale. Les Allemands, après avoir parqué les Juifs de Końskie dans un ghetto, les transfèrent en novembre 1942 au camp d'extermination de Treblinka où ils sont assassinés.
Końskie  (russe : Koinsk, yiddish : Kinsk- קינצק / קינסק) est une ville du sud-est de la Pologne, dans la voïvodie de Sainte-Croix. Située à environ 45 km au nord de Kielce, Końskie a été aux XIXe et XXe siècles un important centre sidérurgique. Elle compte actuellement un peu moins de 20 000 habitants.

## Histoire de la communauté juive

### Les débuts de l'implantation des Juifs à Końskie
Les premières mentions de Juifs à Końskie datent de 1588, lorsque Sigismond III autorise les Juifs de Końskie à acheter de la nourriture et d'autres biens dans les villes et villages du Royaume. Ces droits sont confirmés par Ladislas IV en 1635. Les juifs reçoivent également un permis pour construire des maisons.
Au XVIIIe siècle, Końskie compte 1 556 habitants dont 164 Juifs, représentant 10,5% de la population. La communauté religieuse existe probablement depuis la seconde moitié du XVIIIe siècle. En 1765, sur les 18 marchands juifs faisant du commerce à Francfort, il est mentionné que certains sont originaires de Końskie. En 1734, le montant de l’impôt par tête pour les Juifs de Końskie s’élève à 104 złotys.
La ville ne reçoit sa charte qu’en 1748. En 1759, on compte 15 maisons juives à Końskie. En 1775, les Juifs qui représentent déjà 207 feux (familles), obtiennent un permis pour une nouvelle synagogue.
En 1787, le roi Stanislas II se rend à Końskie, où il est également accueilli par les Juifs. En 1790, les Juifs vivent dans onze des 212 maisons de la ville, ainsi que dans sept maisons appartenant à des catholiques. 

### La communauté juive auXIXeet jusqu'à laPremière Guerre mondiale
En 1820, le premier rabbin de Końskie connu sous le nom de Jekutiel est un élève du Hozeh de Lublin (voyant de Lublin). Vers 1829, le poste est occupé par Mendel, puis par Joszua Kinsk. Dans la seconde moitié du XIXe siècle, Mojżesz Jechiel Ha-Lewi Staszewski est le rabbin de Końskie et en 1896 Joaw Joszua Weingarten.

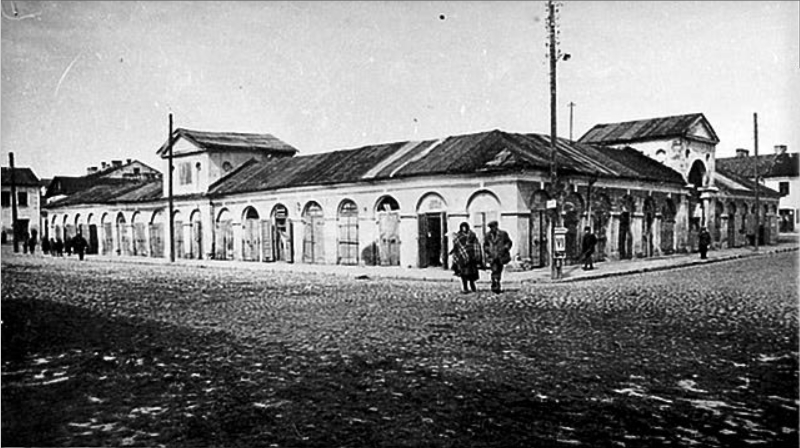
Annotarg ou bazar juif

Jan Małachowski, propriétaire du domaine autour de Końskie, autorise les Juifs à s'installer sur ses terres et fixe les taxes correspondantes. En 1817, la famille Małachowski fait construire sur la place du marché un bâtiment appelé Annotarg, sorte de bazar couvert. La plupart de ces commerces sont loués à des juifs. En 1846, des échoppes de boucherie en bois sont installées rue Jatkowa, également louées par des juifs. Les Juifs vivent principalement dans les rues du centre-ville, autour de la place du marché: rue Żydowska (rue juive, devenue rue Berka Joselewicza), et les rues Pocztowa, Szewska, Warszawska, Bugaj, Piotrkowska, Zatylnia et Kazanowska. La rue Berka Joselewicz est habitée par la classe ouvrière juive.
Końskie est un centre important de l’industrie sidérurgique avec des hauts fourneaux et de nombreuses forges. Les Juifs y sont très impliqués, parmi eux, entre 1810 et 1827: Icek Rozenfeld, Mosiek Chęciński, Dawid Manowicz, Herszla Wajsman, Szmul Przednówek, Abram Jakubowicz, Herszek Cyna, Herszla Kronenblum (sous son ancien nom de: Szałowicz) et Rafał Rafałowicz. Ils se sont spécialisés dans la production de briskas, calèches et chariots. Ils vendent leur production non seulement localement mais aussi dans toute la Pologne ainsi qu’en Ukraine. Au milieu du XIXe siècle, Hil Wiślicki et Welwa Neufeld sont célèbres dans le commerce du fer.
Dans les années 1860, les Juifs obtiennent des droits civils. Ils vivent à proximité de la place du marché en raison de sa position idéale pour le commerce et l’artisanat, principalement dans les rues suivantes : Berka Joselewicza (Żydowska), Krakowska, Kazanowska, Kopce, Trzeciego Maja, Nowy Świat, Jatkowa, Przechodnia, Warszawska et Małachowskiego. Ils marquent de leur empreinte le caractère de la ville. En 1871, Końskie est décrit comme suit dans Gazeta Kielecka : 
« [Les juifs constituent] une grosse moitié de la population, c’est pourquoi, le samedi, quand les juifs orthodoxes prient, il y a un silence solennel dans les rues de la ville, si bien que vous entendez vos propres pas résonner dans les rues vides…Les commerçants juifs sont des figures visibles dans la ville: Au centre de la ville se trouve une place plantée d'arbres, sur laquelle se dresse un bâtiment appelé ‘’pociejów’’ (bazar juif), érigé sur le modèle d'un manoir hospitalier de Varsovie, avec des boutiques juives à l'intérieur et à l'extérieur. »

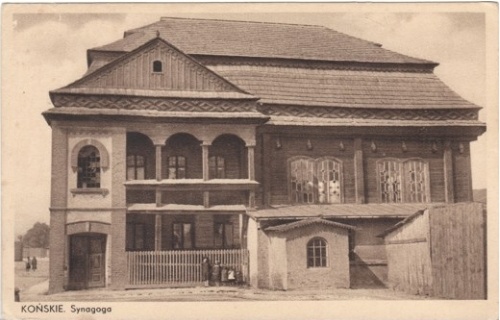
La synagogue en bois de Końskie

La communauté religieuse de Końskie regroupe aussi les villages environnants de: Czarna, Stąporków, Krasna et Wąsosz. Dans les années 1866–1868, la direction de la synagogue est composée de: Izrael Grundman, Mosiek Wiślicki et Icek Szainfeld. Le rabbin est Mojżesz Staszowski, le ‘’hazzan’’ (chantre): Judka Dembiński, le ‘’melamed’’ (enseignant de religion):  Berek Jakubowicz et le gardien de la synagogue: Icek Wajsman.
La communauté possède une synagogue construite en bois comme dans de nombreux villages polonais, un ‘’heder’’ (école élémentaire religieuse) et un ‘’mikvé’’ (bain rituel). La communauté juive dispose également de son propre hôtel et de son propre hôpital. 

### La période de l'entre-deux-guerres
Pendant la Première Guerre mondiale, la situation des juifs se complique, ils sont traités comme des étrangers. Certains d'entre eux sont pris en otages comme Mojżesz Hochberg et envoyés au fin fond de la Russie. En 1918, il est décidé d’expulser de force toutes les personnes qui n'avaient pas vécu à Konskie avant le déclenchement de la guerre.
En 1919, l'armée du général Józef Haller stationne à Barycz à quelques kilomètres de Konskie. Les soldats fouillent les maisons appartenant aux Juifs et confisquent les objets de valeur. Plusieurs Juifs sont battus.
Dans l'entre-deux-guerres, les Juifs participent aux élections dans la Pologne nouvellement indépendante, et en 1921, dix d’entre eux siègent au conseil municipal.
En 1925, la communauté juive de Końskie compte environ 5 600 membres et possède une synagogue ainsi que huit maisons de prière. La communauté perçoit 31 232 zlotys de contributions, 52 000 zlotys de l’abattage rituel et 6 202 zlotys d'autres sources, soit un total de 89 434 zlotys. Le rabbin touche un salaire de 6 030 zlotys. Les frais d'administration s'élèvent à 56 028 zlotys. La communauté consacre 8 000 zlotys à des investissements et 600 zlotys à des œuvres de bienfaisance. Le 24 août 1925, le conseil de la communauté est élu. il comprend huit membres dont quatre sans étiquette, un mizrahi (sioniste religieux) et quatre orthodoxes.  
Lors des élections de 1931, Józef Szymon Kinderlerer est élu président de la communauté et Josefat Henoch Trajman vice-président. Lors de sa réunion du 19 novembre 1932, le conseil de la communauté fixe un nouveau tarif pour les frais d'abattage rituel : celui-ci fixe le montant  à 7 zlotys pour l’abattage d’un bœuf ou d’une vache, à 3 zlotys pour un veau ou une chèvre, à 0,50 zlotys pour une oie ou 0,30 si elle est destinée à l’exportation, à 0,40 zlotys pour une poule ou un canard ou 0,20 zlotys s’ils sont pour l’exportation.
Lors des élections du conseil de la communauté du 8 novembre 1936, les sans étiquette représentent 33 % des votants, les sionistes et les partisans d'Agoudat sont tous les deux aux environs de 25 % et les mizrahi ainsi que les orthodoxes font chacun 8,5 %.    
À partir de 1922, Majer Wajngarten, fils de Szyja et Sura Małka et né le 4 juin 1885 à Lutomersk est le rabbin de Końskie. N’ayant reçu une éducation qu’à domicile et ayant aidé son père à partir de 1911 comme rabbin assistant non officiel, sa nomination restera problématique jusqu’à ce qu’il réussisse le 16 janvier 1931, un examen oral et écrit sur la connaissance de la langue polonaise devant un jury du bureau provincial de Kielce. Le 7 juin 1933, il a est approuvé par le ministère des affaires religieuses et de l'éducation publique en tant que rabbin de Końskie. il est orthodoxe..  
Les Juifs participent grandement au développement économique de Końskie. Sur 34 établissements industriels enregistrés en 1927, 26 sont détenus par des Juifs, comme l'usine de fonte et d'émail Słowianin, créée en 1899, propriété d’Abraham Ajzenberg et Mojżesz Hochberg; la fonderie et les ateliers de mécanique, créés en 1901, propriété de Mendel Piżyc; l’usine de moulages en fonte, de machines agricoles et de ventilateurs, créée en 1903 de Szaja Kronenblum ; les fonderies de Krasna et de Nieborów près de Stąporków achetées en 1910 par Josek Mintz. La fonderie Neptun créée en 1913 par Mintz. Celui-ci a une très mauvaise réputation parmi la classe ouvrière, car il emploie des ouvriers mineurs et les licencie avant qu’ils aient travaillé une année complète ce qui signifie qu'ils perdent leur droit au congé et aux allocations de chômage. En 1935, l’usine qui emploie une soixantaine de Juifs, doit faire face à de fréquentes grèves;  la savonnerie appartenant à Lejbuś Młynek;  la fonderie de laiton propriété de Kałma Rozencwajg et Judka Cyna et Wolf Borensztajn; l’usine de vodka douce Z. Grundman et W. Szlachter.  En 1920, l'usine emploie 13 ouvriers;; l'huilerie de Berek Rabinowicz.
Mojżesz Hochberg, originaire de Bar en Ukraine s’installe à Końskie à la fin du XIXe siècle et fonde en 1899 l’usine de pièces moulées en fer appelée Słowianin, principalement axée sur l'exportation vers la Russie. En 1913, l’usine emploie 850 ouvriers mais connait des problèmes après la Première Guerre mondiale. En 1920, elle n’emploie plus que 300 ouvriers. En 1929, Wacław Styburski et Zdzisław Miedziejewski sont nommés directeurs. Son capital social est alors de 650 000 złotys.
Mojżesz Hochberg est un activiste social et philanthrope. Grâce à son initiative, un foyer pour orphelins juifs est créé à Końskie. Hochberg siége au conseil du comté de Konec et est conseiller à la Chambre d'industrie et de commerce de Sosnowiec. Mais reconnu responsable d’avoir commercialisé illicitement certains de ses produits avec le monogramme de la société Herzfeld & Victorius (renommée Hydro-Vacuum et toujours en activité) basée à Grudziądz, il est condamné à une forte amende et obligé de vendre son entreprise, tout en restant un de ses directeurs,,,.  
Dans l'entre-deux-guerres, les Juifs occupent une place prédominante parmi les marchands de Konec. En 1919, sur les 20 commerçants qui louent des étals sur la place du marché, 12 sont juifs. En 1925, 12 personnes, dont 8 juifs, répondent à l’appel d'offres pour la location de la boucherie municipale. En 1934, à Annotarg, 20 boutiques sur 34 sont louées par des juifs.
En 1927, Abram Gancwajch, propriétaire d’une l'imprimerie, publie le magazine hebdomadaire en yiddish Konsker Cajtung (Gazette de Końskie).

### LaSeconde Guerre mondialeet la fin de la communauté juive
Dès le début de l’invasion de la Pologne par les nazis, en septembre 1939, les Allemands font leur entrée dans Końskie, et aussitôt répriment la population juive, notamment en confisquant leurs établissements commerciaux et industriels. Ils leur imposent également des contributions, par exemple, les Juifs de Konecki doivent payer une amende de 150 000 zlotys avant le 1er décembre 1939, en réponse à l'attitude guerrière de la communauté juive mondiale. Le premier jour de l'occupation de la ville, le soir même, la synagogue est incendiée. Un Judenrat est bientôt établi, avec Józef Rosen, un fonctionnaire avant-guerre, comme président.

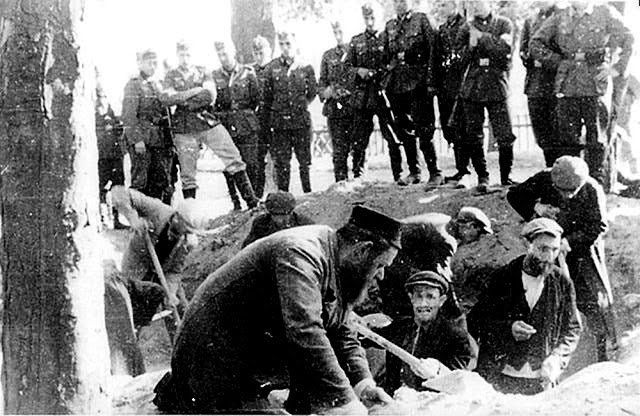
12 septembre 1939: Les Juifs forcés de creuser les tombes de soldats allemands tués.

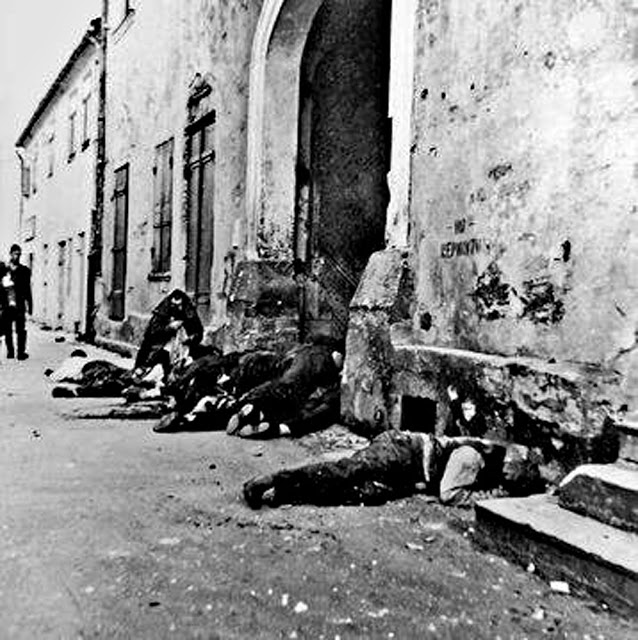
12 septembre 1939 : premier massacre de Juifs

La première exécution massive de Juifs se déroule le 12 septembre 1939: Les Juifs de Końskie sont contraints de creuser des tombes sur la place à côté de l'église pour les quatre soldats allemands morts lors de la bataille de Kazanów le 7 septembre 1939. Une fois les travaux terminés, les Allemands tirent de façon désordonnée sur les Juifs qui s’enfuient, en tuant 22.
Pendant la Seconde Guerre mondiale, le siège des autorités de la police allemande, police criminelle et Gestapo est situé dans les bureaux d'avant-guerre de la direction de la fonderie de fer Hochberg. Une prison est installée au sous-sol de ce bâtiment.

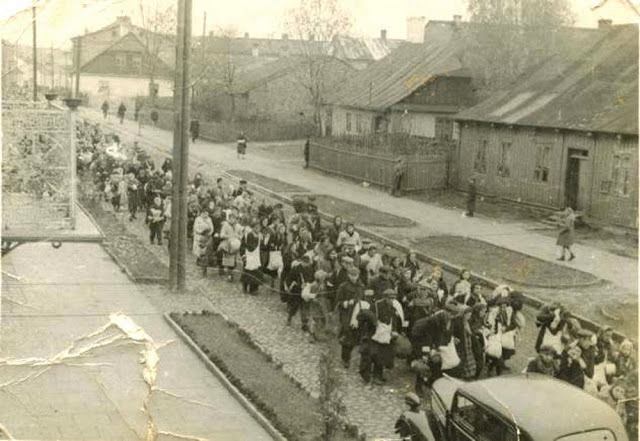
1942: Liquidation du ghetto. Les Juifs transférés au camp d'extermination de Treblinka

En 1941, un ghetto est créé, comprenant les rues suivantes : Strażacka, Trzeciego Maja, Warszawska (à partir du numéro 25) et Bóżnicza. En février et mars 1941, les premiers transports de Juifs de la Pologne incorporée au Reich arrivent dans la ville, en provenance des villes de Łódź, Sosnowiec, Kielce, Łopuszno, Wieluń, Gniezno, Aleksandrów, Przedbórz, Gowarczów, Opoczno, Cracovie, Skarżysko-Kamienna, Toruń, Kalisz. Rapidement le ghetto se trouve surpeuplé.
En novembre 1942, le ghetto est liquidé et ses habitants transportés principalement au camp d'extermination de Treblinka. Au total, après la liquidation du ghetto, on estime à environ 7 000 le nombre de Juifs assassinés. Le petit groupe de Juifs qui a survécu à la liquidation du ghetto est transporté en janvier 1943 dans le ghetto de Szydłowiec.

## Évolution de la population juive
| Population juive à Końskie, |                       |                 |                      |
| Date                        | Population de Końskie | Nombre de Juifs | Pourcentage de Juifs |
| 1790                        | -                     | 164             | 10,4 %               |
| 1827                        | 3 367                 | 1 703           | 50,6 %               |
| 1857                        | -                     | 2 179           | 60,9 %               |
| 1921                        | 8 291                 | 5 037           | 60,8 %               |
| septembre 1939              | -                     | 6 500           | -                    |
| 5 aout 1941                 | -                     | 3 059           | -                    |
| octobre 1942                | -                     | 9 000           | -                    |
| 3 novembre 1942             | -                     | 3 000           | -                    |
| 7 novembre 1942             | -                     | 300             | -                    |